# Volley-Ball Nantes 2016-2017
Questa voce raccoglie le informazioni riguardanti il Volley-Ball Nantes nelle competizioni ufficiali della stagione 2016-2017.

## Organigramma societario
Area direttiva
- Presidente: Monique Bernard

Area tecnica
- Allenatore: Sylvain Quinquis
- Allenatore in seconda: Dominique Divivier

## Rosa
| N° | Nome                | Ruolo | Data di nascita   | Nazionalità sportiva |
| -- | ------------------- | ----- | ----------------- | -------------------- |
| 1  | Hana Čutura         | S     | 10 marzo 1988     | Croazia              |
| 3  | Roxana Bacșiș       | S/O   | 10 agosto 1988    | Romania              |
| 5  | Fanta Fofana        | S/O   | 5 luglio 1996     | Francia              |
| 6  | Julia Dhont         | L     | 7 agosto 1996     | Francia              |
| 8  | Laura Pihlajamäki   | C     | 15 agosto 1990    | Finlandia            |
| 9  | Nina Stojiljković   | P     | 1º settembre 1996 | Francia              |
| 10 | Luiza Ungerer       | L     | 14 gennaio 1988   | Brasile              |
| 11 | Šárka Barborková    | S     | 6 novembre 1985   | Rep. Ceca            |
| 12 | Clémentine Druenne  | S     | 5 dicembre 1993   | Francia              |
| 13 | Marion Gauthier-Rat | C     | 13 febbraio 1993  | Francia              |
| 14 | Els Vandesteene     | S     | 30 maggio 1987    | Belgio               |
| 15 | Ana Takagui         | P     | 26 ottobre 1987   | Brasile              |